# Kaisten
Kaisten es una comuna suiza del cantón de Argovia, situada en el distrito de Laufenburgo. Limita al norte con las comunas de Murg (DE-BW) y Laufenburgo (DE-BW), al este con Laufenburgo, al sur con Hornussen y Frick, al suroeste con Oeschgen, y al oeste con Eiken y Sisseln.
La comuna actual es el resultado de la fusión el 1 de enero de 2010 de las antiguas comunas de Kaisten e Ittenthal.

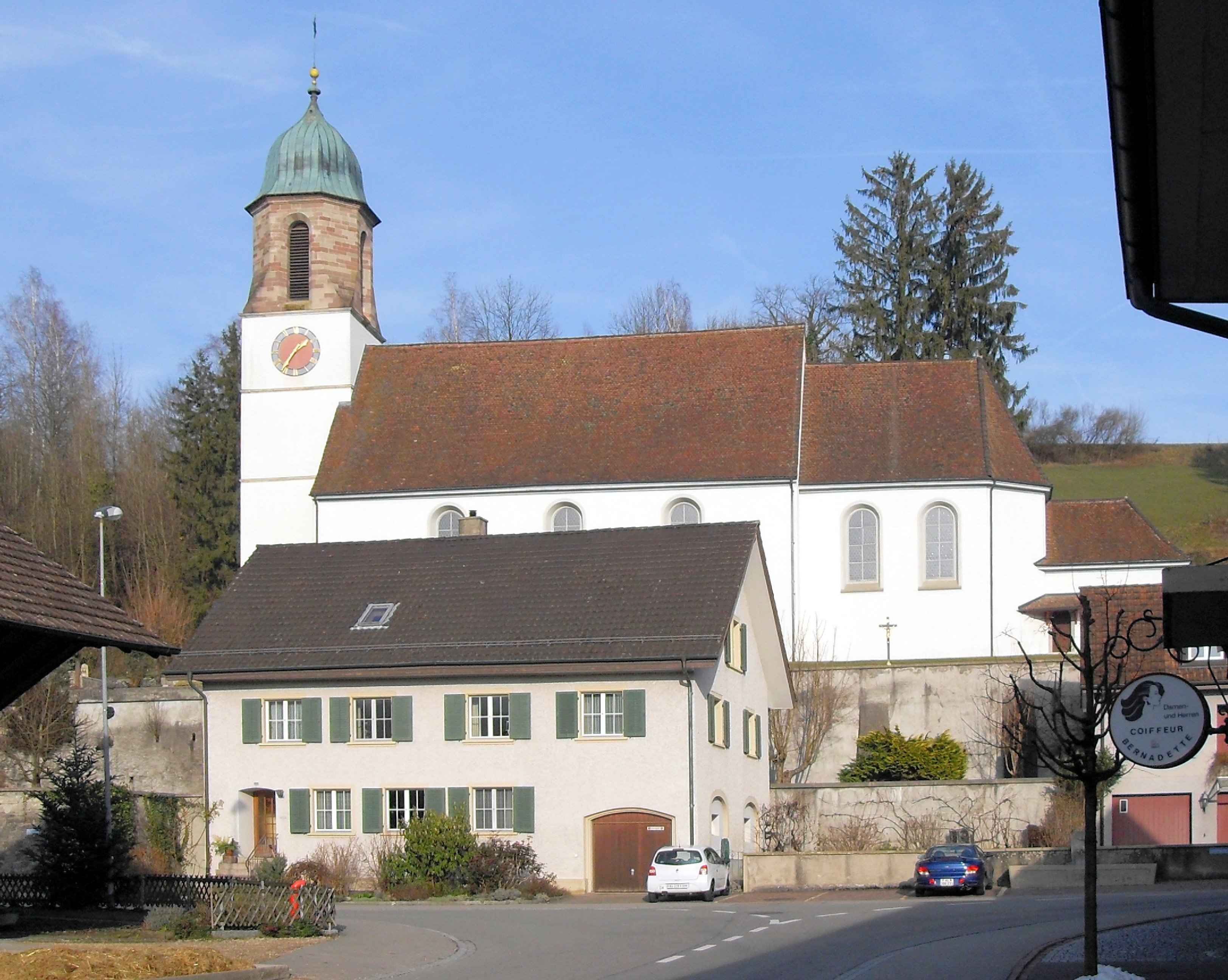
Iglesia de San Miguel, Kaisten.